# Schmaler Luzin
Der Schmale Luzin [luˈtsiːn] ist ein mesotropher See in der Feldberger Seenlandschaft im Osten Mecklenburgs.

## Name
Der Name stammt aus dem Slawischen und leitet sich entweder von *los für 'Elch' oder *loza für 'Rute, Weide' ab. Eine alternative Etymologie sieht im Namen ein Weiterleben des Stammesnamens der slawischen Liutizen.

## Lage
Der nur 150 bis 300 Meter breite See liegt im Naturpark Feldberger Seenlandschaft südöstlich von dessen Hauptort Feldberg. Er befindet sich in dem 1939 angelegten Naturschutzgebiet Hullerbusch und Schmaler Luzin. Das Gebiet war jedoch auf Anweisung des Großherzogs von Mecklenburg-Strelitz schon seit Mitte des 19. Jahrhunderts geschützt. Der See erstreckt sich auf einer Länge von etwa sieben Kilometern von Feldberg im Nordwesten nach Carwitz im Süden bzw. Südosten.
Der Schmale Luzin ist größtenteils von Steilhängen umgeben. Eine Ausnahme befindet sich im Bereich der Bäk. Gegenüber dieser befindet sich in Richtung Hullerbusch ein Verlandungsgebiet. Gegenüber der Kleingartenanlage findet man in Richtung Wittenhagen Wiesenland. Jedoch ist auch dort der Uferbereich wie fast überall mit Schwarzerlen bestanden. Bis Carwitz findet sich dann am Ufer Mischwald. Den Hauptbestandteil des Mischwaldes bilden Rotbuchen. Eine Ausnahme bildet der Bereich von der Toten Bucht bis zum Carwitzer Becken, an dem Nadelwald anzutreffen ist. Die Ortslage Carwitz, in der sich einige Grundstücke am See befinden, ist neben der Kleingartenanlage Feldberg die einzige Stelle des Sees, an der sich nur äußerst wenige Bäume befinden.

## Entstehung
Der See entstand – wie alle Seen dieser Region – als Hinterlassenschaft des Pommerschen Stadiums der Weichseleiszeit vor etwa 15.600 Jahren. Er liegt in einem Endmoränengebiet und ist ein glazialer Rinnensee, also eine ehemalige Schmelzwasserrinne unterhalb des Gletschereises, die sich nach dem Rückgang des Eises dauerhaft mit Wasser füllte. Dementsprechend ist der See mit bis zu 34 Metern relativ zur geringen Breite auch sehr tief.

## Gliederung
Der Schmale Luzin besteht aus dem Nordbecken, welches heute vom Erddamm bis zur Luzinfähre reicht, max. 14 m tief ist und 3,42 Mio. m³ Wasser enthält, dem Hauptbecken mit Toter Bucht, welches von der Luzinfähre bis zum Schmal reicht, max. 33,5 m tief ist und 6,83 Mio. m³ Wasser enthält sowie dem Carwitzer Becken, welches sich vom Schmal bis zur Bäk erstreckt, max. 33 m tief ist und 10,50 Mio. m³ Wasser enthält. Ursprünglich gehörte der Hals des Breiten Luzins zum Schmalen Luzin. Durch den Bau des Erddamms wurde der Hals limnologisch vom Schmalen Luzin abgetrennt. Das Schmal mit einer Breite von 70 m und einer Grundtiefe von nur 7 m ist die schmalste Stelle des Sees. Es verbindet das Hauptbecken mit dem Carwitzer Becken in westlicher Richtung.

## Nutzung
Der See wird zu Erholungszwecken und für den Fischfang genutzt. An ihm befinden sich 3 Badestrände, von denen sich einer am Nordufer des Schmals, ein FKK-Strand am Westufer des Carwitzer Beckens und ein Strand in der Ortslage Carwitz befindet. In der Ortslage Feldberg liegt am Nordwestufer eine Kleingartenanlage. Es gibt eine handbetriebene Personen-Seilfähre. Diese ist an einem durch den See unterhalb der Wasseroberfläche gespannten Seil befestigt, und ein Fährmann bewegt die Fähre durch Drehen eines Rades an dem Seil über den See. Die Fähre verbindet Feldberg mit dem Ortsteil Hullerbusch. Der Fährmann verleiht auch Boote. Der Schmale Luzin ist für Boote mit Verbrennungsmotor gesperrt.

## Fauna
Im Jahr 2008 erfolgte im Rahmen einer Studentischen Exkursion der Humboldt-Universität zu Berlin an die Luzinseen eine umfangreiche Untersuchung von Temperatur, Wasserpflanzen, Schwebmaterialien und anderem. Häufige Fischarten sind: Blei, Plötze, Hecht, Aal, Flussbarsch, Quappe, Dreistachliger Stichling, Schleie, Ukelei und die Kleine Maräne.
Seltene Fischarten sind Karpfen, Kaulbarsch, Rotfeder und Zander.
Die Sibirische Groppe (Cottus poecilopus), die früher als Eiszeitrelikt in dem See lebte, konnte in den letzten Jahren nicht mehr festgestellt werden. Am 18. Mai 2006 wurden im Rahmen eines Projekts zur künstlichen Wiederbesiedlung die ersten 73 Sibirischen Groppen freigesetzt.
Nachgewiesene Krebstiere sind der Amerikanische Flusskrebs und die Schwebegarnele Mysis relicta.
In der Gegend leben viele Adler (Fischadler, Seeadler, Schreiadler), Enten (Reiherenten, Schellenten, Tafelenten) und auch Fischotter.

## Quelle
- Schriftenreihe d. Arbeitsgruppe Greifswald d. Institutes f. Landschaftsforschung Halle/S. u. d. Müritz-Museums Waren: Natur und Naturschutz in Mecklenburg, Band 23, Greifswald – Waren 1986

## Weblinks

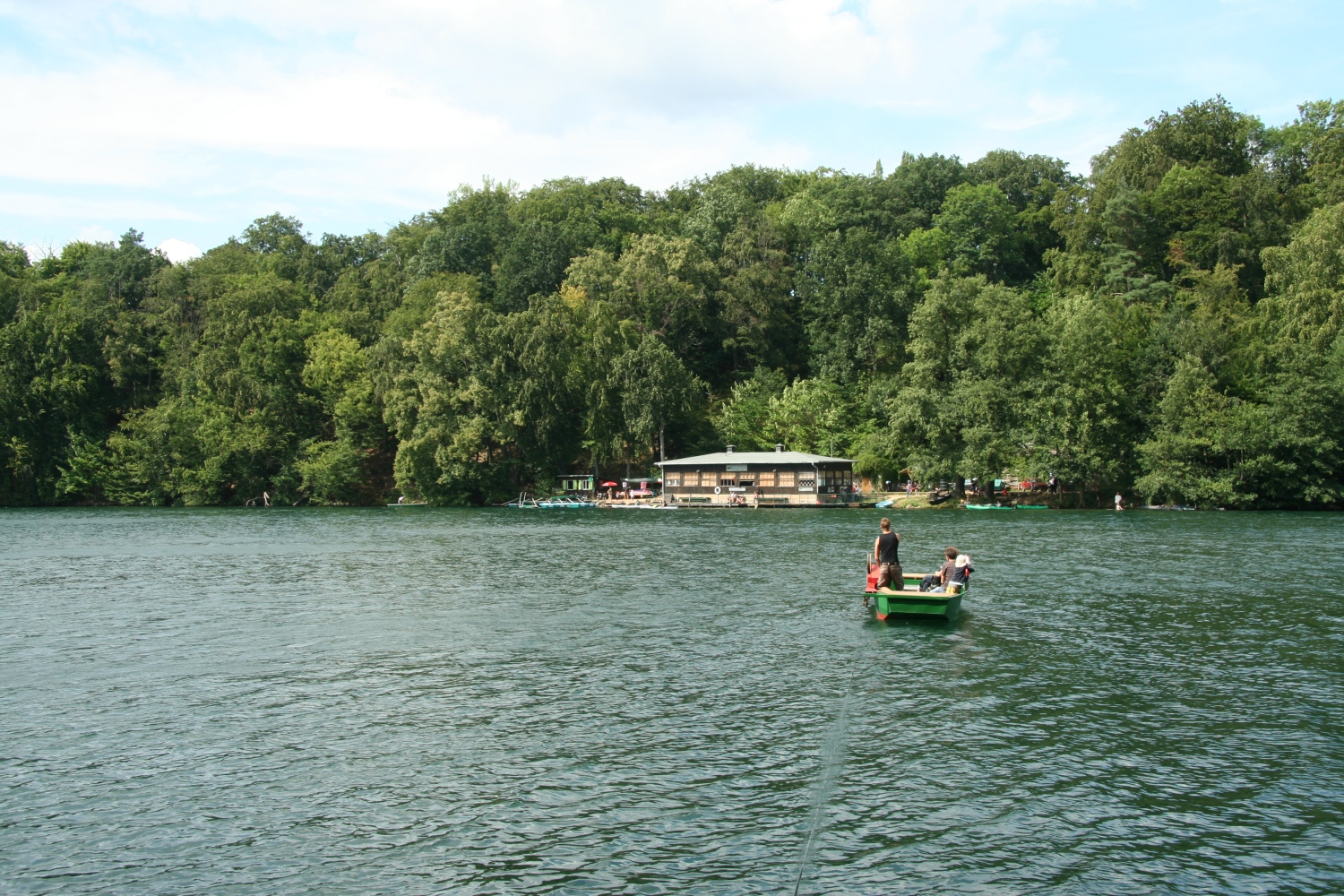
Fähre über den Schmalen Luzin